# Reação acrossómica

Reacção acrossómica num ouriço-do-mar

Durante a fertilização, o espermatozoide primeiro se funde e após a fusão inicia a penetração ao óvulo. O processo de fundir-se com o óvulo normalmente causa poucos problemas, entretanto o processo de penetrar na camada que reveste o óvulo apresenta mais problemas para o espermatozoide. Portanto, o espermatozoide passa por um processo denominado reação acrossómica, que é a reação que ocorre no acrossoma do espermatozoide quando este se aproxima do óvulo. O acrossoma é uma estrutura que reveste a parte anterior da cabeça do espermatozoide.
Quando o espermatozoide se aproxima da zona pellucida do óvulo, que é necessário para que se inicie a reação, a membrana que reveste o acrossoma funde-se com a membrana plasmática do espermatozoide, expondo o conteúdo do acrossoma. O conteúdo inclui antígenos de superfície e numerosas enzimas digestivas que são responsáveis pela penetração através da camada externa do óvulo, permitindo a fertilização.